# Pseudoblennius totomius
Pseudoblennius totomius és una espècie de peix pertanyent a la família dels còtids.

## Descripció
- Fa 5,7 cm de llargària màxima.[5][6]

## Hàbitat
És un peix marí, demersal i de clima subtropical que viu fins als 62 m de fondària.

## Distribució geogràfica
Es troba al Pacífic nord-occidental: el Japó.

## Observacions
És inofensiu per als humans.